# Вест-Пеннсборо Тауншип (округ Камберленд, Пенсільванія)
Вест-Пеннсборо Тауншип (англ. West Pennsboro Township) — селище (англ. township) в США, в окрузі Камберленд штату Пенсільванія. Населення — 5595 осіб (2020).

## Демографія
Згідно з переписом 2010 року, у селищі мешкала 5561 особа в 2161 домогосподарстві у складі 1628 родин. Було 2252 помешкання
Расовий склад населення:
| - 97,2 % — білих - 0,7 % — чорних або афроамериканців - 0,5 % — азіатів - 0,2 % — корінних американців |

До двох чи більше рас належало 1,0 %. Частка іспаномовних становила 1,5 % від усіх жителів.
За віковим діапазоном населення розподілялося таким чином: 21,7 % — особи молодші 18 років, 59,8 % — особи у віці 18—64 років, 18,5 % — особи у віці 65 років та старші. Медіана віку мешканця становила 44,1 року. На 100 осіб жіночої статі у селищі припадало 96,6 чоловіків;  на 100 жінок у віці від 18 років та старших — 95,5 чоловіків також старших 18 років.
Середній дохід на одне домашнє господарство  становив 88 443 долари США (медіана — 72 292), а середній дохід на одну сім'ю — 97 602 долари (медіана — 78 176). За межею бідності перебувало 5,0 % осіб, у тому числі 10,5 % дітей у віці до 18 років та 1,4 % осіб у віці 65 років та старших.
Цивільне працевлаштоване населення становило 2978 осіб. Основні галузі зайнятості: освіта, охорона здоров'я та соціальна допомога — 17,3 %, роздрібна торгівля — 15,5 %, науковці, спеціалісти, менеджери — 12,5 %, виробництво — 9,6 %.